# Dioscorea tabatae
Dioscorea tabatae är en enhjärtbladig växtart som beskrevs av Sumihiko Hatusima, Jun Yamashita och Minoru N. Tamura. Dioscorea tabatae ingår i släktet Dioscorea och familjen Dioscoreaceae. Inga underarter finns listade i Catalogue of Life.